# Dante Gabriel Rossetti

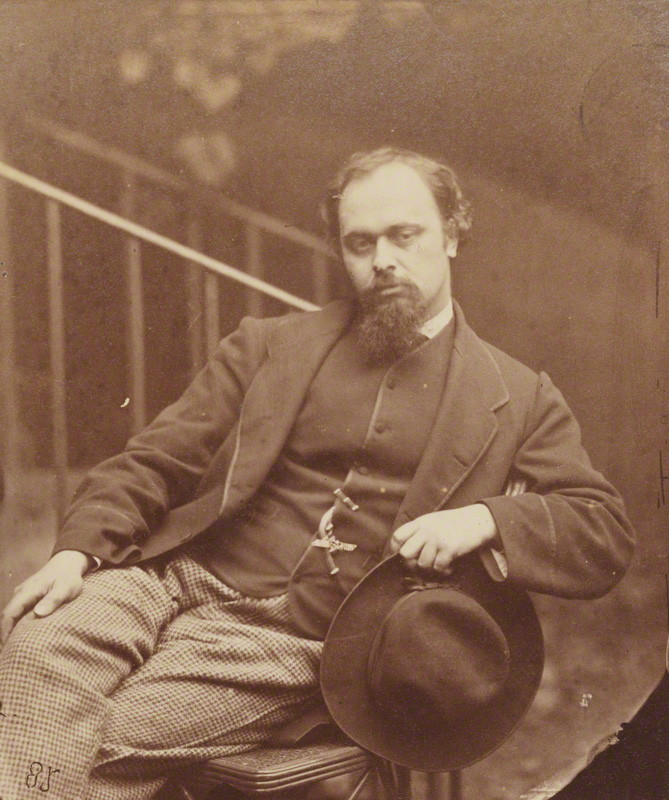
Rossetti fotograferad av Lewis Carrol.

Dante Gabriel Rossetti, född 12 maj 1828 i London, död 9 april 1882 i Birchington-on-Sea i Kent, var en brittisk målare och poet och en av de ledande gestalterna bland prerafaeliterna. Han var bror till Christina och William Michael Rossetti samt systerson till John Polidori. Han utbildades vid Royal Academy of Arts i London 1846–1848 och målade för Ford Madox Brown och William Holman Hunt. År 1848 bildades konstnärsgruppen prerafaeliterna (Pre-Raphaelite Brotherhood, eller "PRB") där han kom att ingå som en av de mest aktiva. De förespråkade en romantisk konst inspirerad av italienskt 1400-tal men med 1800-talets konnotationer.

## Konstnärskap
I Rossettis måleri skar sig hans romantiska och sensuella fantasi med realismen och det moraliska allvaret hos John Everett Millais och William Holman Hunt, och deras förbindelse blev kortvarig. Den mest berömda målningen från denna tidiga period är Ecce Ancilla Domini!
Mellan 1850 och 1860 arbetade Rossetti i huvudsak i akvarell; teckningarna av hustrun Elizabeth Siddal och det idealiserade porträttet av henne, Beata Beatrix, är också viktiga. Hon och William Morris hustru Jane Morris försåg Rossetti med ett kvinnoideal som går igen i alla hans verk. "Nubila jungfrur" med rådjursögon, lång hals, rak näsa och liten mun med markerad amorbåge, böljande röda lockar, jadegröna ögon och alabastervit hud var Rossettis skönhetsideal. Dessa smyckelika kvinnomotiv flankerade han gärna med rosor, körsbärsblom, vita liljor och medeltida musikinstrument. Stämningen är drömmande, introvert och transliknande. Romantik, erotik och religiositet ingår förening och koloriten är glödande.
Hans sena målningar hade ofta som motiv scener ur kung Artur eller Dante. Rossetti led mot slutet av sitt korta liv av sömnlöshet och medicinerade med laudanum, kloralhydrat och eter. En senare konstnär som influerades av Rossetti var Alfons Mucha under symbolismen och art nouveau-epoken. Rossetti utgav också romantisk poesi som rönte stor uppskattning bland samtida. Rossetti är representerad vid Nationalmuseum med karmstolen Rossetti som han formgav.
Nationalmuseum i Stockholm öppnade 2009 utställningen "Pre-rafaeliterna". En TV-serie, "Desperate Romantics", dramatiserade konstnärsgruppens öden och äventyr och visades i SVT under 2010.

## Galleri

Självporträtt 1847
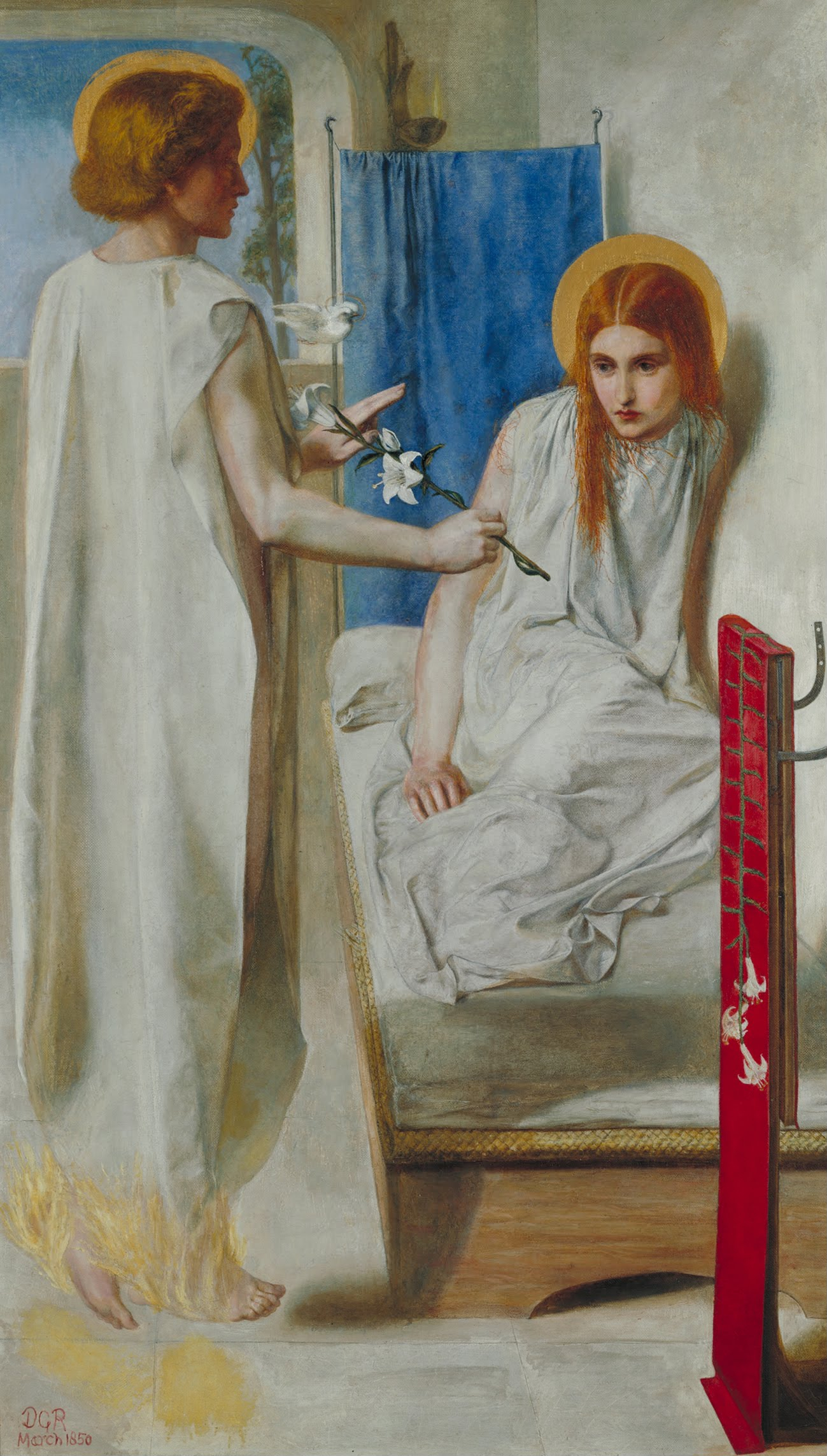
"Ecce Ancilla Domini!"
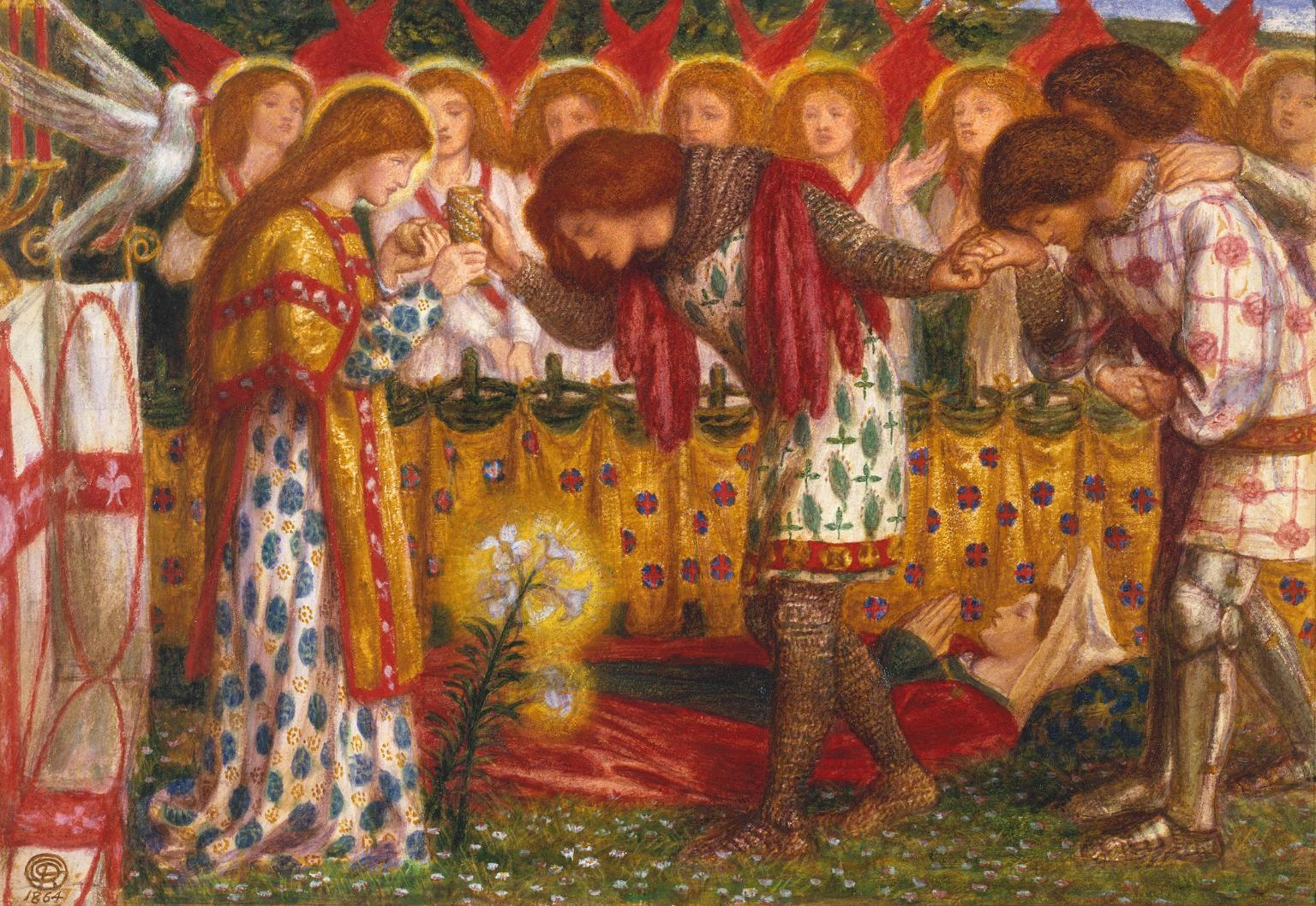
How Sir Galahad, Sir Bors and Sir Percival Were Fed with the Sanct Grael; but Sir Percival's Sister Died by the Way
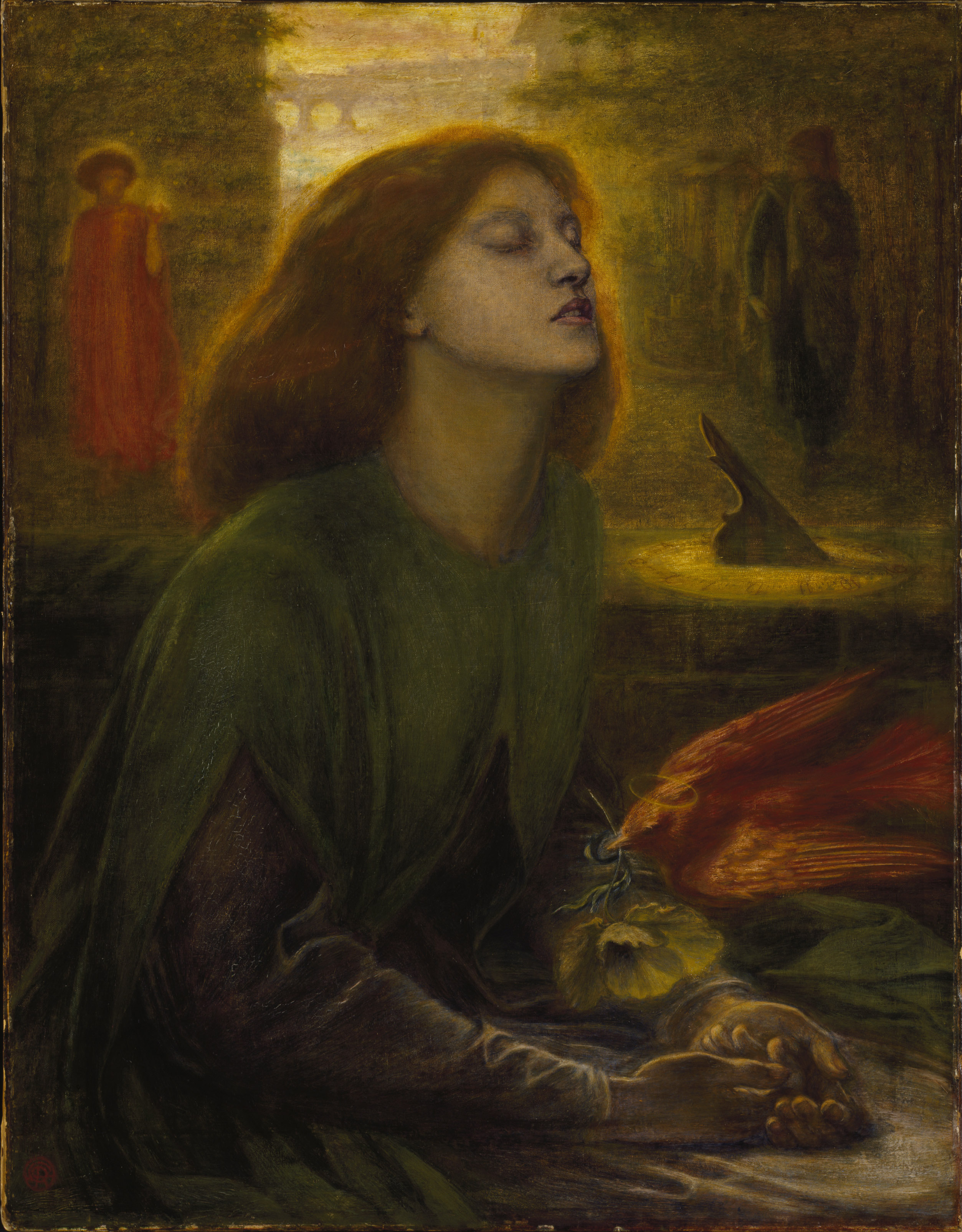
Beata Beatrix
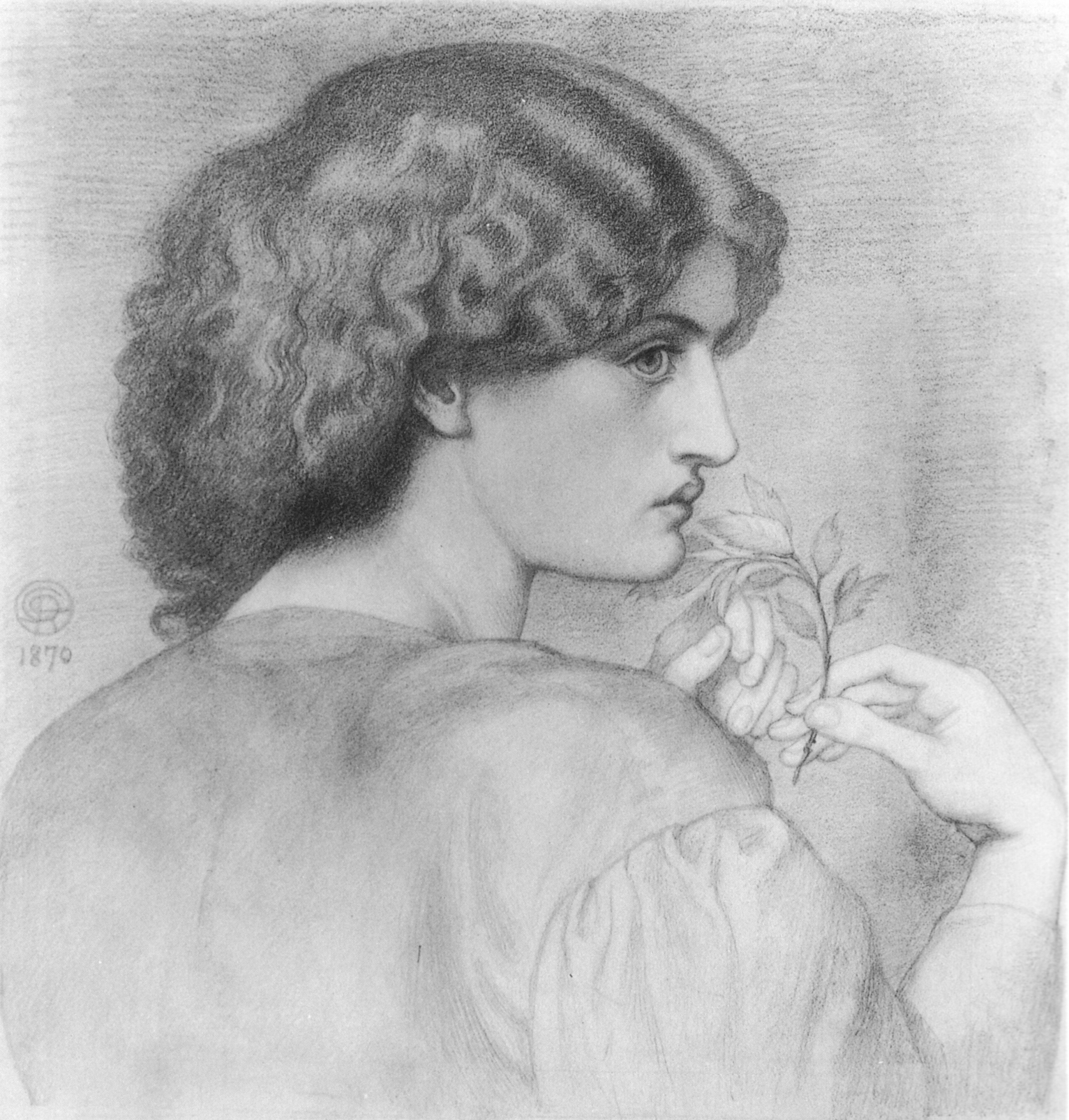
Rosenbladet, teckning
Proserpine
Lady Lilith
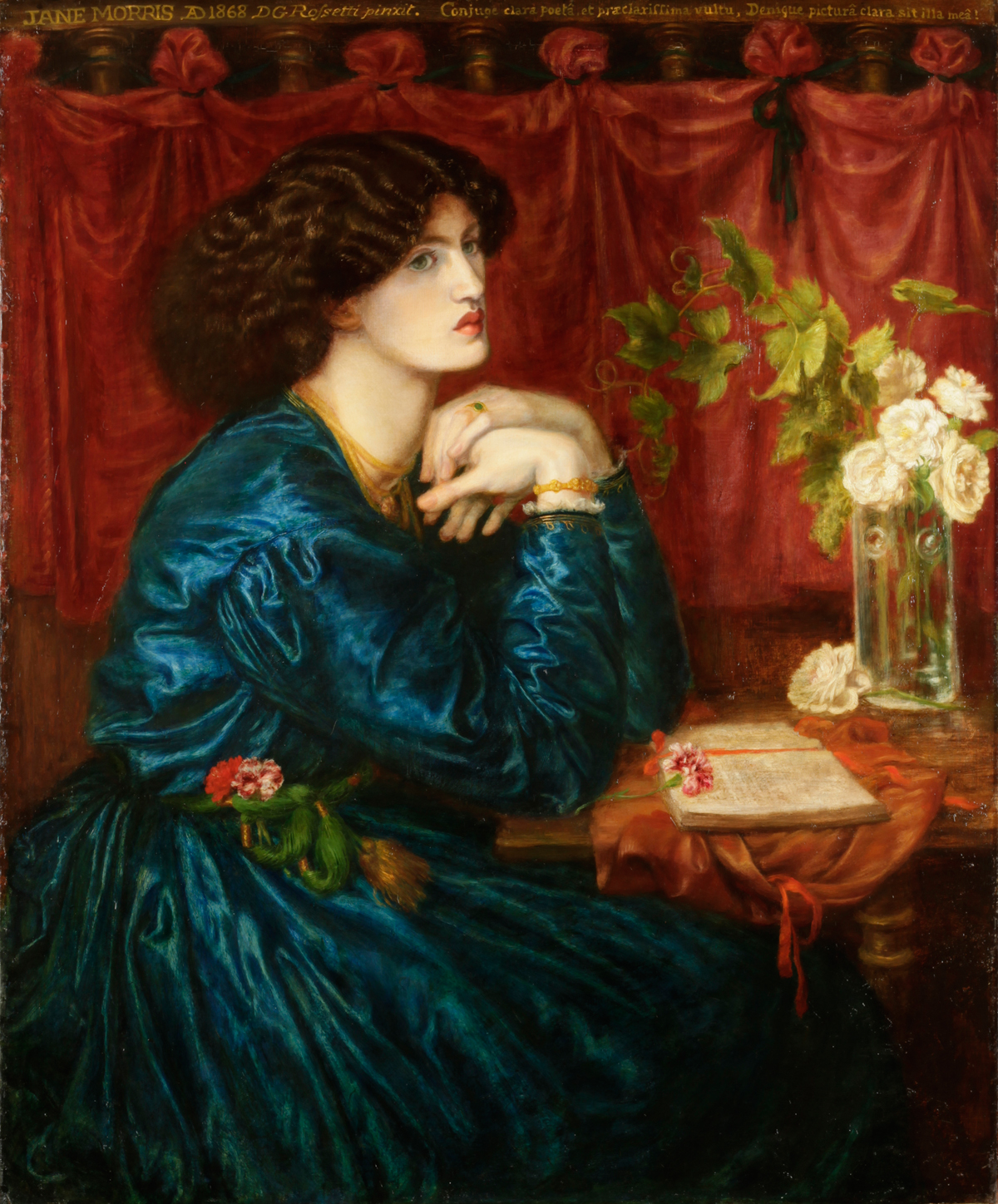
Jane Morris
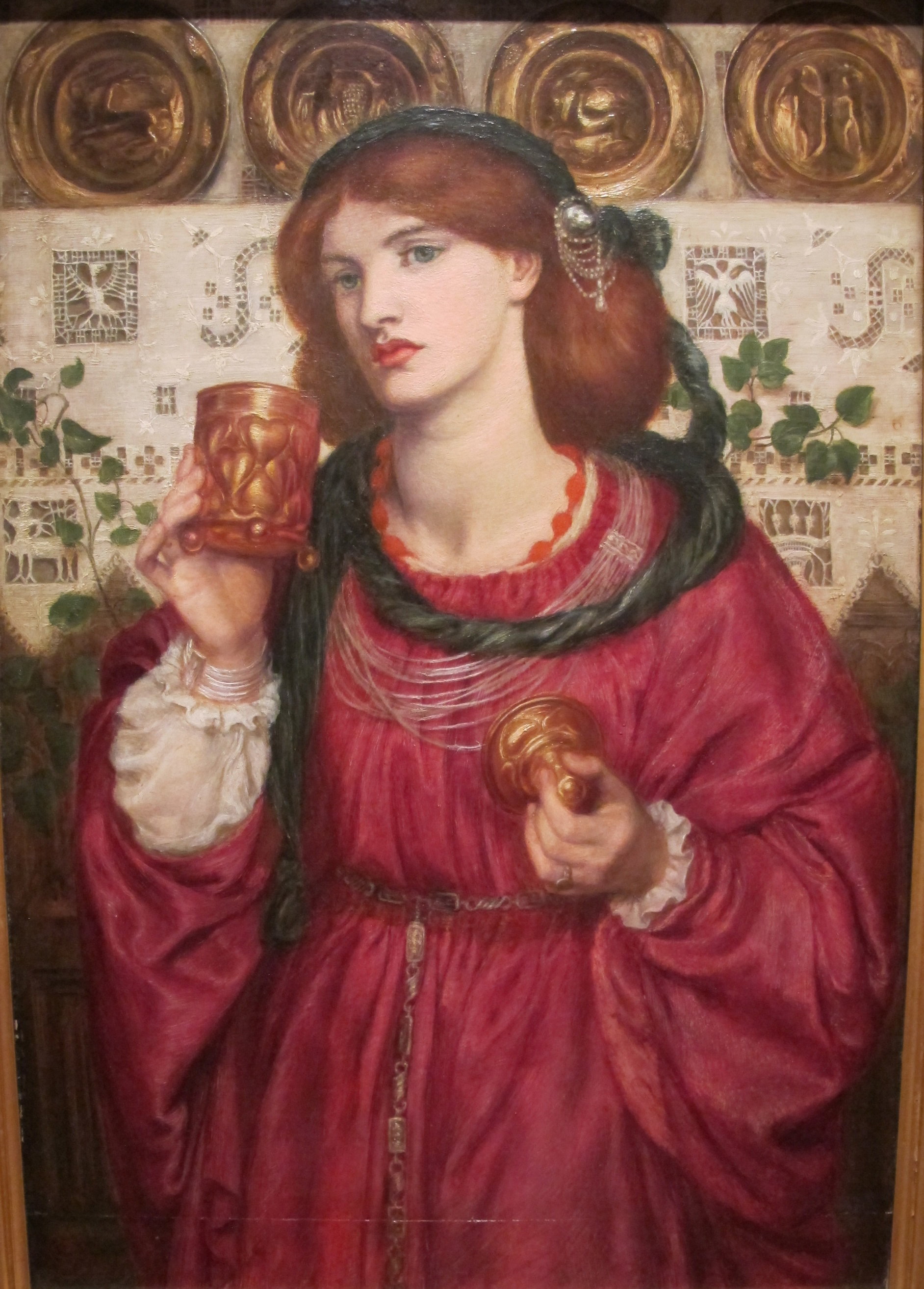
The Loving Cup
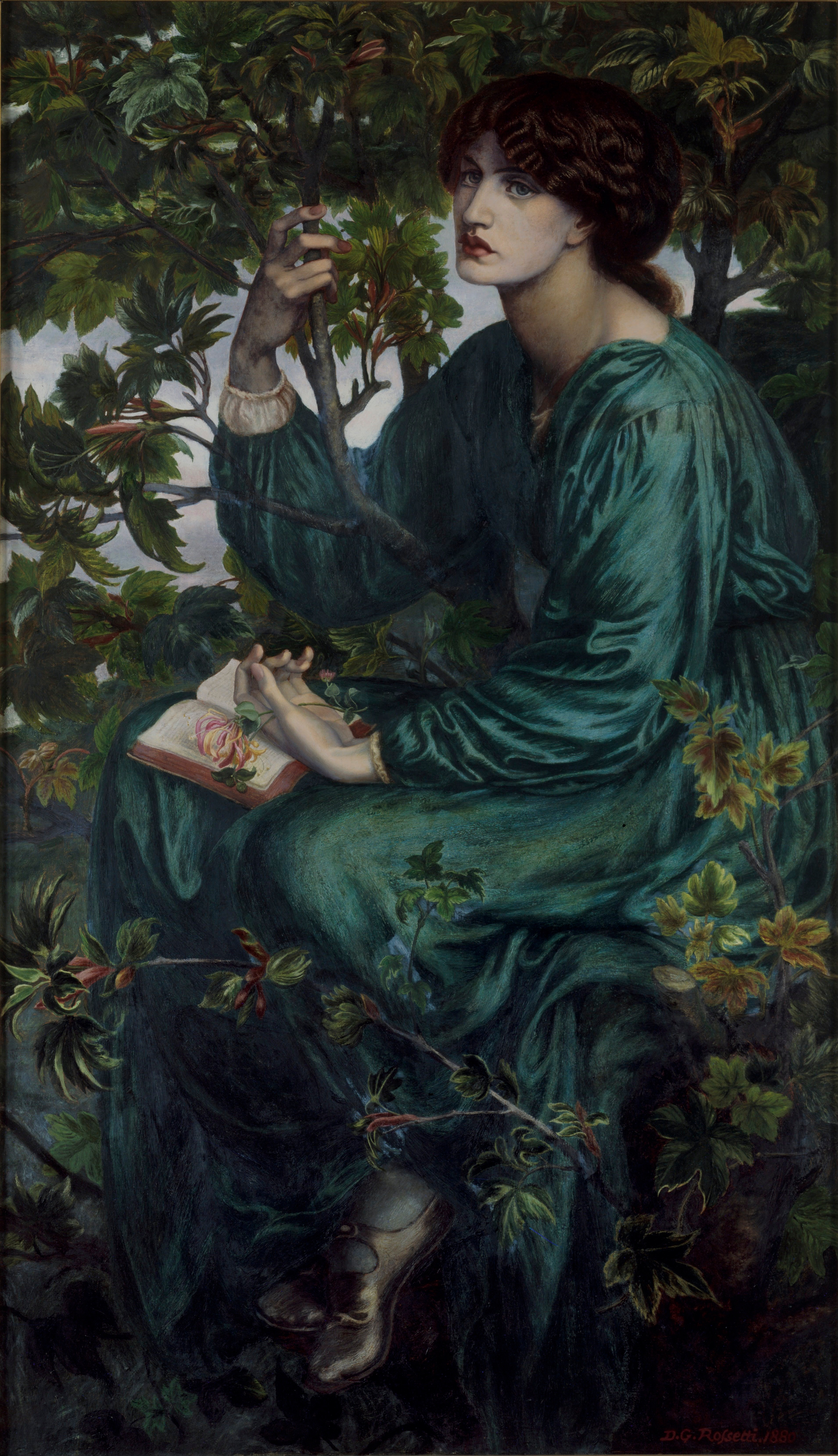
The Day Dream